# バトル・ドロイド
バトル・ドロイド（battle droid）は、アメリカ映画『スター・ウォーズ』シリーズおよびそのスピンオフ作品に登場する、架空の兵器。戦闘用ドロイドの総称。

## 歴史
バトル・ドロイドは、ヤヴィンの戦いの約49,000年前に広大な領域を支配し、「無限帝国」という巨大国家を建国したラカタが運用していた、ラカタン・ガーディアン・ドロイド(Rakatan guardian droid)が最古のバトル・ドロイドだとされており、ヤヴィンの戦いの25,130年前には独裁者シム・ザ・デスポットがウォー=ドロイド(war-robot)をハットとの戦いに投入している。
映画では『エピソード1/ファントム・メナス』にてナブー侵攻を行なった通商連合の運用する兵士として初登場。『エピソード2/クローンの攻撃』では新たに結成された独立星系連合が運用する様々なバトル・ドロイドが登場し、クローン大戦では各地で銀河共和国のクローン・トルーパーと戦う。『エピソード3/シスの復讐』において、ヌート・ガンレイ以下独立星系連合幹部がダース・シディアスの密命を受けたアナキン・スカイウォーカーによって皆殺しにされ、全ドロイドの機能が停止させられた。その後、銀河帝国の時代において、帝国軍は容易に製造可能で、なおかつ反逆の可能性もあるバトル・ドロイドを好まず、共和国の流れを汲む同盟軍も同様であったため、急速に戦場から姿を消すこととなる。ただし、一部のドロイドは機能停止を免れたり、また、少数のドロイド・ユニットが、様々な人々によって修理および再プログラムされ、使用され続けている。

## 通商連合
通商連合を主導するニモイディアンは極端に死を恐れ、単純労働を嫌っているために多くのバトル・ドロイドを保有している。

### B1バトル・ドロイド

#### 仕様
バクトイド・コンバット・オートマタ社製で、製品名はBシリーズ・バトル・ドロイド、型式名はB1バトル・ドロイド(B1 battle droid)である。パワーパック、ブラスター・ライフルなどを搭載し、単一の中央制御コンピューター（CCC）に従って動く。一般兵は人工知能がほとんど搭載されていないため語彙には乏しいが、上官クラスになると多少知能は補完されているようで、必要に応じてある程度会話も可能である。ある程度知能を持ったドロイドも、そうでないドロイドも、究極的には制御コンピュータの命令に従う。輸送時には体育座りの状態でMTT（重装甲の兵員輸送車）に格納される。またバトル・ドロイドは恐ろしいほどの画一性を保っており、他と識別できるのはコムリンク・ブースター・パックの裏面に表記された数字だけである。また、階級や役割などによって特別な機能を持つドロイドはボデイのラインが色分けされており、海老茶色がMOOセキュリティ・バトルドロイド、青が操縦兼整備士、黄色はMOOコマンドー・バトルドロイド、それ以外の無印は通常の一般兵を表している。外観は長身の細身で高さは1.91メートル、剥き出しのジョイント部と骨白色の金属骨格で構成されている。その外見はヌート・ガンレイらニモイディアンの、野外に放置された白骨死体をモデルにしたとされ、骸骨＝死という印象を敵に与えている。指揮官には一般兵よりも大型のコムリンク・ブースター・パックが装着されているが、操縦兼整備士と警備兵にはコムリンク・ブースター・パックは装着されていない。
ナブーの戦いの後、通商連合に軍縮が課せられたため、これに代わる供給ラインとして、惑星ジオノーシスのドロイド工場で密かに生産が続けられ、のちにクローン大戦を引き起こす分離主義勢力の軍事基盤となった。クローン大戦期には、用途や活動場所などに応じて迷彩色などの塗装が施され、生身の人間が活動困難な場所に数多く配備された。また『エピソード2/クローンの攻撃』において、C-3POの頭部と胴体とが、前述のドロイド工場の製造ラインに紛れ込んで、別々に組み立てられるという珍事が起きている。この時、頭部がバトル・ドロイドの場合には、メンテナンスを要求したり、逆にC-3POの場合には、突然口調が荒っぽくなったりと不具合が発生した。
クローントルーパーと比べると個々の戦闘能力は低いため、基本的には大量投入し数で圧倒するという使い方が多い。後に、ブラスターを内蔵型・連射式にし、装甲を大幅に強化したスーパー・バトル・ドロイド（後述）も登場している。こちらは人工知能も大幅に改良されており、判断能力などが以前よりも向上している。
『スター・ウォーズ/クローン・ウォーズ』テレビシリーズでは、姿形はB1バトル・ドロイドと変わらないが、機敏な動きをする特殊部隊仕様のコマンド・ドロイドや、ずんぐりとした指揮官仕様のタクティカル・ドロイドなどのバリエーションが登場している。

#### 特徴
長所
- 与えられた命令には全て従い、反逆を一切起こさず感情もないので扱い易い。
- 構造が単純なので修理し易く、また短期間での大量生産が可能。
- 人間に似た構造のため、人間用の武器・兵器・車両の一部を扱うことができる。

短所　
- 自律的に稼動できないので、制御コンピューターがシャットダウンすると、ドロイドも必然的に機能停止する。ただしクローン大戦では、ナブーの戦いで司令船の破壊によって、全てのバトル・ドロイドが機能停止に陥った反省を生かして、司令船からの通信が途絶した場合のため、自律プログラムが用意されているとされる。
- 構造的に弱く、対人用ブラスターの銃撃やジェダイにフォースで突き飛ばされるなどで破壊される。
- 人工知能を搭載しない他のドロイドにもあてはまることだが、経験から学習する機能が無いため、1体1体の戦闘力（射撃能力）が低く、戦闘時には集団で行動させる必要がある[4]。
- 人間用の武器・兵器・車両を使用しているため、敵方にヒューノマイド型種族がいた場合、装備品を鹵獲される恐れがある。

とはいえ、これはあらゆる戦闘兵器に通じるので本項特有の短所とも言えない。

#### 備考
『エピソード1/ファントム・メナス』の終盤、機能を停止してジャー・ジャー・ビンクスに突かれるバトル・ドロイドのブースター・パックには、ジョージ・ルーカスの処女作『THX 1138』にちなんだ「1138」という数字が記されている。
『エピソード2/クローンの攻撃』では、ジオノーシスの戦いでプロ・クーンとキ＝アディ＝ムンディがバトル・ドロイドの機能を停止させようと司令船を襲撃するシーンが撮影されたが、最終的にはカットされた。追い詰められて円陣を組んだジェダイたちに後からこの2人が加わるのは、このためである。
映画シリーズでは報告などの簡単な会話をするシーンが少しあるだけのため、無個性な部分が目立ったが『スター・ウォーズ/クローン・ウォーズ』では会話するシーンが多くなり、同シリーズのクローントルーパー同様、個性がかなり増した。命令を無視する、目標座標の指示を一度で覚えられない、ジェダイが接近すると逃げたり抵抗を諦めたりするなどややポンコツっぽさが目立つようになった。また、クローン・トルーパーからはスーパー・バトル・ドロイド共々「ブリキ野郎（原文：clanker）」と呼ばれている。

### B2スーパー・バトル・ドロイド
B2スーパーバトルドロイド(B2 super battle droid)は、アメリカ映画『スター・ウォーズ』シリーズ及びそのスピンオフ作品に登場する戦闘用ドロイドの名称である。

#### 概要
B1バトル・ドロイド（以下B1）の弱点を克服すべく、バクトイド・コンバット・オートマタ社によって開発された改良・発展型であり、主に強度、武装、人工知能などが大幅に改良されている。全長1.93メートル。B1では剥き出しであった箇所を装甲でカバーリングし、右腕にはダブル・レーザー・キャノンを装備している。これにより、弱点であった防御力の弱さはある程度改善されており、ブラスターが1発当たった程度では少しひるむだけで全く壊れはしない。B1同様に会話能力を持ち、完全ではないものの、ある程度の柔軟性を持った人工知能が搭載されており、クローン・トルーパーを「共和国の犬」と呼ぶなど、ユーモアの効いた物言いをする。
さらに『スター・ウォーズ/クローン・ウォーズ』テレビシリーズでは、左腕にグレネードランチャーを装備(B2-AHスーパー・バトル・ドロイド)した上位機種や、空中で活動できるよう背面に2機のロケットブースターを搭載(B2-RPスーパー・バトル・ドロイド)した亜種が登場する。
また、ドゥークー伯爵はバトル・ドロイドの中でも、バランスよく高性能な本機種を個人的に気に入っていたようで、『エピソード3/シスの復讐』でオビ＝ワン・ケノービやアナキン・スカイウォーカーと対峙した際には、本機を衛兵のごとく後ろに2体従えていた。

### BXシリーズ・ドロイド・コマンドー
BXシリーズ・ドロイド・コマンドーは、隠密任務のために開発されたバトル・ドロイドの上位機種である。映画には登場していないが、『スター・ウォーズ/クローン・ウォーズ』でその存在が確認された。

#### 概要
外見はB1バトル・ドロイド（以下B1）によく似ているが、光センサーやボデイのデザインに若干の差異がみられる。また頭部はB1に比べて短く、音声は低くなっている。侵入部隊の隊長機には、額と胸部プレートに白いマーキングが施されている。
高性能なドロイドで、B1と同様の基本性能に加えて侵入用のプログラムが組み込まれており、さらにクローン・トルーパーの肉声を模倣する機能も備えている。これを生かして一部隊が情報収集基地に潜入し、衛兵を殺害してその装甲服を奪いクローン・トルーパーになりすましてみせた。しかし語法や動作などは完全に似せることができず、また、不測の事態に対する柔軟な対応性にも欠けていたためにあっさりと見抜かれ、作戦は失敗に終わる。
ドロイド・コマンドーはB1と比較して頑強な装甲を有し、頭部以外ならば複数回のブラスターの被弾にも耐えることができる。また動作が非常に素早く、銃器以外に刃物を武器として使用したり、他のドロイドを敵に投げつけたり、素早く懐に潜り込み格闘戦を挑む場面なども見られる。ジェダイやクローンに対抗して作られた機種だが、生産コストの高さからB1を置き換えるほどの大量生産には至らず、隠密任務用として使用されたほかはごく少数が配備されるに留まった。

### Tシリーズ・タクティカル・ドロイド
Tシリーズ・タクティカル・ドロイドは、スーパーバイザー・ドロイドの一種である。他のバトル・ドロイドたちを指揮するために使用される。映画には登場しないが、『スター・ウォーズ/クローン・ウォーズ』に登場する。

#### 概要
大きさはB2スーパー・バトル・ドロイドとほぼ同程度で、B1バトル・ドロイドほど細身ではなく、人間に近い形状をしている。戦術ドロイドの外観や個性は他のドロイドほどに一様ではなく、男性型・女性型の区別さえ存在する。全体的な形状は男性型・女性型の違いを除けばいずれもほぼ変わらないが、カラーリングや音声、性格などには個体ごとの明らかな差異がある。
標準的なバトル・ドロイドと比べて遥かに知能が高く、分離主義勢力の兵士たちを指揮するために配備されていた。人質を盾にとって攻撃を躊躇させたり、偵察ドロイドに敵の動きを探らせるなど高度な作戦を立案し、的確に戦闘分析を行える非常に高い知性を有している。一部の戦術ドロイドは艦隊や地上軍全体の指揮を執ることさえあり、その能力は分離主義勢力内でも高く評価されていた。必要であれば戦車を操縦したりブラスターなどを抜いて敵と戦い、前線の指揮に当たることもできる。
優先順位を自ら判断することができ、自身の所有者を見捨ててでも上官の命令を遂行したり、戦況上必要と判断すれば味方ごと敵を殲滅するなどの場面も見られた。
後に、後述する上位モデルのスーパー戦術ドロイドも登場している。

### Tシリーズ・スーパー・タクティカル・ドロイド
Tシリーズ・スーパー・タクティカル・ドロイドは、スーパーバイザー・ドロイドの一種で、T-シリーズ・タクティカル・ドロイドの上位機種にあたる。タクティカル・ドロイドと同じく、他のバトル・ドロイドたちを指揮するために使用される。映画には登場しないが、『スター・ウォーズ/クローン・ウォーズ』に登場する。

#### 概要
旧型のタクティカル・ドロイドと同じ人間型だが、より屈強そうな体格をしており、外見上は鎧をまとっているようにも見える。
予想外の事態にもうろたえることなく的確な状況判断を行うことができ、また、敵に捕らえられても尋問に抵抗するようにプログラムされている。自身の戦闘能力もそれなりに高く、自ら前線に赴いて敵と戦う場面もしばしば見受けられ、ブラスターなどの武器を用いる他、近接戦闘もこなすことができる。
その優れた能力から分離主義勢力内では極めて信頼が高かったようで、ドゥークー伯爵も重要な任務に人間の指揮官ではなくこのドロイドを用いることがたびたびあった。
また、旧型のタクティカル･ドロイドも含めて他のバトル・ドロイドには名前がなくナンバーで呼ばれているのに対して、スーパー･タクティカル･ドロイドには「カラーニ」「クラーケン」「オート＝オー」などの固有の名称が与えられていた。

## コマース・ギルド

### DSD1ドワーフ・スパイダー・ドロイド
コマース・ギルドが使用していたバトル・ドロイドであり、製造元はB1と同様である。製品名DSDスパイダー・ドロイド、型式名はDSD1ドワーフ・スパイダー・ドロイド(DSD1 dwarf spider droid)。クローン大戦以前は、主にコマース・ギルド傘下の鉱山に配備され、代金の督促や代金を踏み倒して逃亡した者への追跡などに使用されていた。外見は頭頂部の1本のアンテナと、赤く光る1対の眼球の様な赤外線センサーの付いた球状のボディに、昆虫や蜘蛛の様な2対の脚部が付属している。細い坑道が入り組む鉱山での運用を想定していた為、全長は1.98mと小さい。武装はボディの中央に砲身の長いブラスター砲が1門搭載されている他、自爆装置も内蔵されている。クローン大戦ではB1等の通商連合のドロイドと共に展開され、共和国攻撃用ガンシップを攻撃する等、対空砲代りに使用されている。このドロイドの最大の欠点は、ブラスター砲が固定されている為、攻撃の際にはボディが自ら動いて狙いを定める必要があり、戦闘機など高速で接近するものには十分対応できない事、閉所に投入された際には長い砲身が邪魔となり、動きが大きく制限されることである。

## バトル・ドロイドの主な登場作品
- 『スター・ウォーズ エピソード1/ファントム・メナス』
- 『スター・ウォーズ エピソード2/クローンの攻撃』
- 『スター・ウォーズ エピソード3/シスの復讐』
- 『スター・ウォーズ リパブリック・コマンド』 - B2バトル・ドロイドはこの作品で性能が遥かに強化され、装甲戦闘車輌並みの能力を持つ敵として登場した。
- 『スター・ウォーズ/クローン・ウォーズ』